# 여의보주
여의보주(如意寶珠, 산스크리트어: चिन्तामणि) 또는 여의주(如意珠, cintamani)는 불교에서 신령스러움과 기묘함을 표현하는 보물 구슬이다. 불교에서는 이것을 가진 자들의 모든 소원을 성취시켜준다는 설이 전한다. 동아시아의 신화에 등장하는 가공의 도구로서 특히 이무기가 용이 되기 위한 과정에서 꼭 필요한 것으로 여겨진다. 서양의 연금술에서 철학자의 돌과 동일한 것으로 보는 일부의 견해도 있다. 본래 인도 신화에서 유래된 것으로 인도 신화에서는 나가나 마카라가 여의주를 지니고 있다.

## 같이 보기
- 코르누코피아
- 성배
- 길상천
- 현자의 돌
- 삼포 (핀란드 신화)
- 사리
- 곡옥